# Александар Анкваб
Александар Анкваб (абх. Алықьсандр Золотинска-иҧа Анқәаб; Сухуми, 26. децембар 1952) је абхазијски политичар. Од 14. фебруара 2005. године до 13. фебруара 2010. године био је премијер де јуре непризнате, али de facto независне републике Абхазије.За премијера га је прогласио председник Абхазије Сергеј Багапш. Након Багапшове смрти постао је председник Абхазије. Обављао је предесничку дужност од 26. септембра 2011. године до 1. јун 2014. године. После оставке се преселио у Москву, где данас живи.

## Биографија
Александар Анкваб је рођен у абхазијској престоници Сухуми. Студирао је право на универзитету у Ростову и дуго година је био припадник Комсомола (Комунистички савез омладине).
Од 1975. до 1981. године био је министар правде у аутономној совјетској републици Абхазији. Године 1981. је приступио Централном комитету Комунистичке партије Грузије. Од 1984. до 1990. године био је заменик министра унутрашњих послова у совјетској републици Грузији.
После распада Совјетског Савеза, када је Грузија 1991. године прогласила независност, Анкваб се вратио у Абхазију, где је од 1992. до 1993. године био министар унутрашњих послова. Године 1994. је отишао за Москву, где се бавио бизнисом.
У Абхазију се вратио 2000. године оснивајући покрет „Обновљење“, који је био усмерен против председника Владислава Ардзинбе. Године 2004. је објавио своју кандидатуру за председничке изборе, али је дискфалификован јер не користи абхазијски језик и због кратког времена које је провео у републици. Због тога је Анкваб одлучио да подржи Сергеја Багапша и тако му обезбедио победу. Због подршке на изборима председник га је 14. фебруара 2006. године именовао за премијера.